# Carpinus putoensis
Carpinus putoensis ist ein kleiner Baum aus der Unterfamilie der Haselnussgewächse (Coryloideae) mit braunen, spärlich zottig behaarten Zweigen, spärlich zottig behaarter Blattoberseite und spärlich flaumig behaarter Unterseite. Das natürliche Verbreitungsgebiet der Art liegt auf einer Insel in China. In freier Natur existiert nur mehr ein einzelnes Exemplar. 

## Beschreibung
Carpinus putoensis ist ein bis zu 15 Meter hoher Baum mit braungrauer Rinde. Die Zweige sind braun und spärlich zottig behaart. Die Laubblätter haben einen 5 bis 10 Millimeter langen, spärlich flaumig behaarten Stiel. Die Blattspreite ist 5 bis 10 Zentimeter lang und 3,5 bis 5 Zentimeter breit, elliptisch oder breit elliptisch, spitz oder zugespitzt, mit breit keilförmiger bis abgerundeter Basis und einem unregelmäßig und doppelt borstig gesägten Blattrand. Es werden 11 bis 14 Nervenpaare gebildet. Die Blattoberseite junger Blätter ist spärlich zottig behaart, die Unterseite ist spärlich flaumig behaart, besonders entlang der Mittelrippe und den lateralen Nervenpaaren, und hat auch Achselbärte.
Die weiblichen Blütenstände sind 3 bis 8 Zentimeter lang bei Durchmessern von 4 bis 5 Zentimetern. Die Blütenstandsachse ist 1,5 bis 3 Zentimeter lang, spärlich zottig behaart oder verkahlend. Die Tragblätter sind 2,8 bis 3 Zentimeter lang, etwa 8 Millimeter breit, „halb-eiförmig“ mit „halb-eiförmigem“ Mittellappen und gerundeter oder stumpfer Spitze. Der äußere Blattrand ist unregelmäßig und entfernt gezähnt, der innere Teil ist ganzrandig oder mehr oder weniger gewellt mit eiförmigen, eingerollten Basallappen. Es werden drei bis fünf Blattadern erster Ordnung gebildet, die netzartigen Adern sind hervorstehend. Als Früchte werden etwa 6 Millimeter lange und 4 Millimeter breite, breit eiförmige, deutlich gerippte und bis auf die zottig behaarte Spitze kahle Nüsschen gebildet. 
Carpinus putoensis blüht von Mai bis Juni, die Früchte reifen von Juli bis September.
Die Chromosomenzahl beträgt 2n = 112.

## Vorkommen und Standortansprüche
Das natürliche Verbreitungsgebiet liegt in China auf der zu den Zhoushan-Inseln gehörenden Insel Putuo Shan in der Provinz Zhejiang. Dort wächst die Art in subtropischen Wäldern in Höhen von 200 bis 300 Metern. In der Roten Liste der IUCN wird Carpinus putoensis als vom Aussterben bedroht („Critically Endangered“) geführt. Es wird jedoch darauf hingewiesen, dass eine neuerliche Überprüfung der Gefährdung nötig ist. In der freien Natur existiert nur mehr ein Exemplar, das eingezäunt am Rand eines kleinen Mischwalds am Mt. Froding steht.

## Systematik
Carpinus putoensis ist eine Art aus der Gattung der Hainbuchen (Carpinus). Diese wird in der Familie der Birkengewächse (Betulaceae) der Unterfamilie der Haselnussgewächse (Coryloideae) zugeordnet. Die Art wurde 1932 von Wan Chun Cheng erstmals wissenschaftlich beschrieben. Der Gattungsname Carpinus stammt aus dem Lateinischen und wurde schon von den Römern für die Hainbuche verwendet.

## Nachweise